# ويليام بايارد ويليام
ويليام بايارد ويليام (بالإنجليزية: William Bayard Hale)‏ هو صحفي أمريكي، ولد في 1869، وتوفي في 1924.